# NGC 3109
NGC 3109 (també coneguda com a DDO 236 o GC 2003) és una galàxia irregular tipus SBm i va ser descoberta per John Herschel a Sud-àfrica en 1835. NGC 3109 és considerablement petita a una distància d'al voltant de, probablement, 4.5, milions d'anys llum. No obstant això, és el membre dominant d'un subgrup de galàxies nanes del Grup Local.